# Wanda von Bernhard

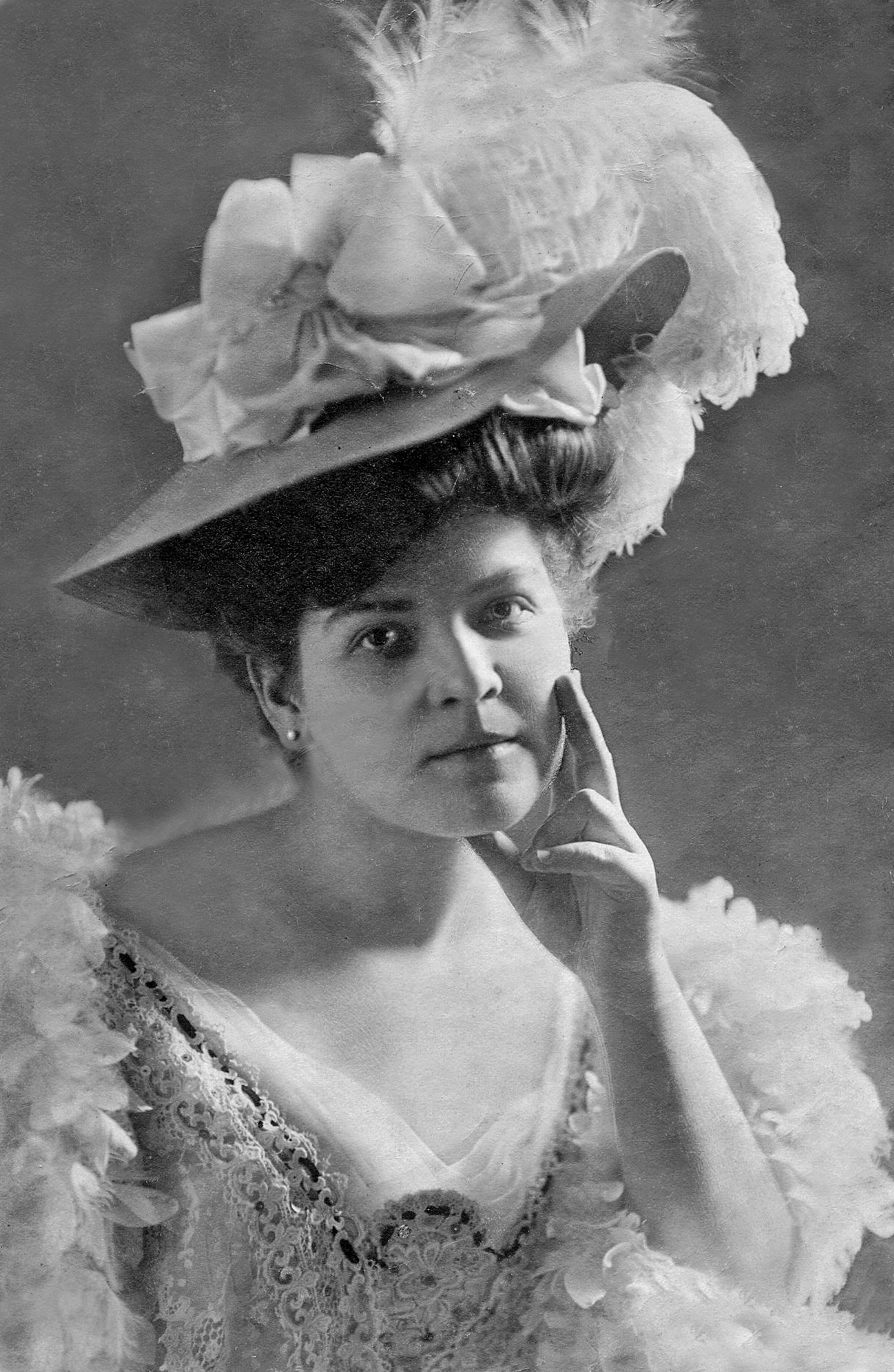
Wanda Trzaska (ca. 1907)

Wanda von Bernhard, geboren Trzaska, (russisch Ванда Антоновна Бернгард-Тшаска; * 7. Januar 1879 in Pleschen, Provinz Posen; † 15. Februar 1958 in Swerdlowsk) war eine deutsche bzw. russische bzw. sowjetische Pianistin und Musikpädagogin polnischer Herkunft.

## Leben
Trzaska studierte an der Musikhochschule München bei Bernhard Stavenhagen und Berthold Kellermann mit Abschluss 1902. Darauf konzertierte sie in Deutschland, Österreich-Ungarn, Italien und Frankreich als Solistin und zusammen mit dem Violinisten Felix Berber. In Wien spielte sie am 17. November 1907 Beethovens 5. Klavierkonzert mit dem Wiener Tonkünstler-Orchester unter Hans Maria Wallner. Der Musikkritiker Rudolf Louis bemerkte ihr kräftiges Talent und ihre Meisterschaft. Besonders geschätzt wurde sie als Chopin-Interpretin.
In München heiratete Trzaska 1908 den russischen Künstler deutscher Herkunft Edgar Antonowitsch Bernhard (1885–1951), der an der Akademie der Bildenden Künste München studiert hatte. 1909 wurde ihr Sohn Oleg geboren. Nach Beginn des Ersten Weltkriegs mussten sie als russische Untertanen aus Deutschland in die Schweiz emigrieren, worauf sie 1915 über Frankreich, England und Norwegen nach Petrograd kamen. Mit einer Einladung des Direktors der Musikschule in Jekaterinburg Boris Lasarew kam sie zu Konzerten nach Jekaterinburg. Die Familie blieb dann dort, und Wanda Bernhard gab ab 1917 Klavierunterricht an der Musikschule. Nach der Oktoberrevolution wurde ihr Mann zur Roten Armee eingezogen. Ljudmila Ljadowa war eine ihrer Schülerinnen.
Nach dem Bürgerkrieg wurde Edgar Bernhard Theaterregisseur und arbeitete an verschiedenen Theatern. Er starb in Kischinau.